# Dianthus graniticus
Dianthus graniticus är en nejlikväxtart som beskrevs av Jordan. Dianthus graniticus ingår i släktet nejlikor, och familjen nejlikväxter. Inga underarter finns listade i Catalogue of Life.

## Bildgalleri

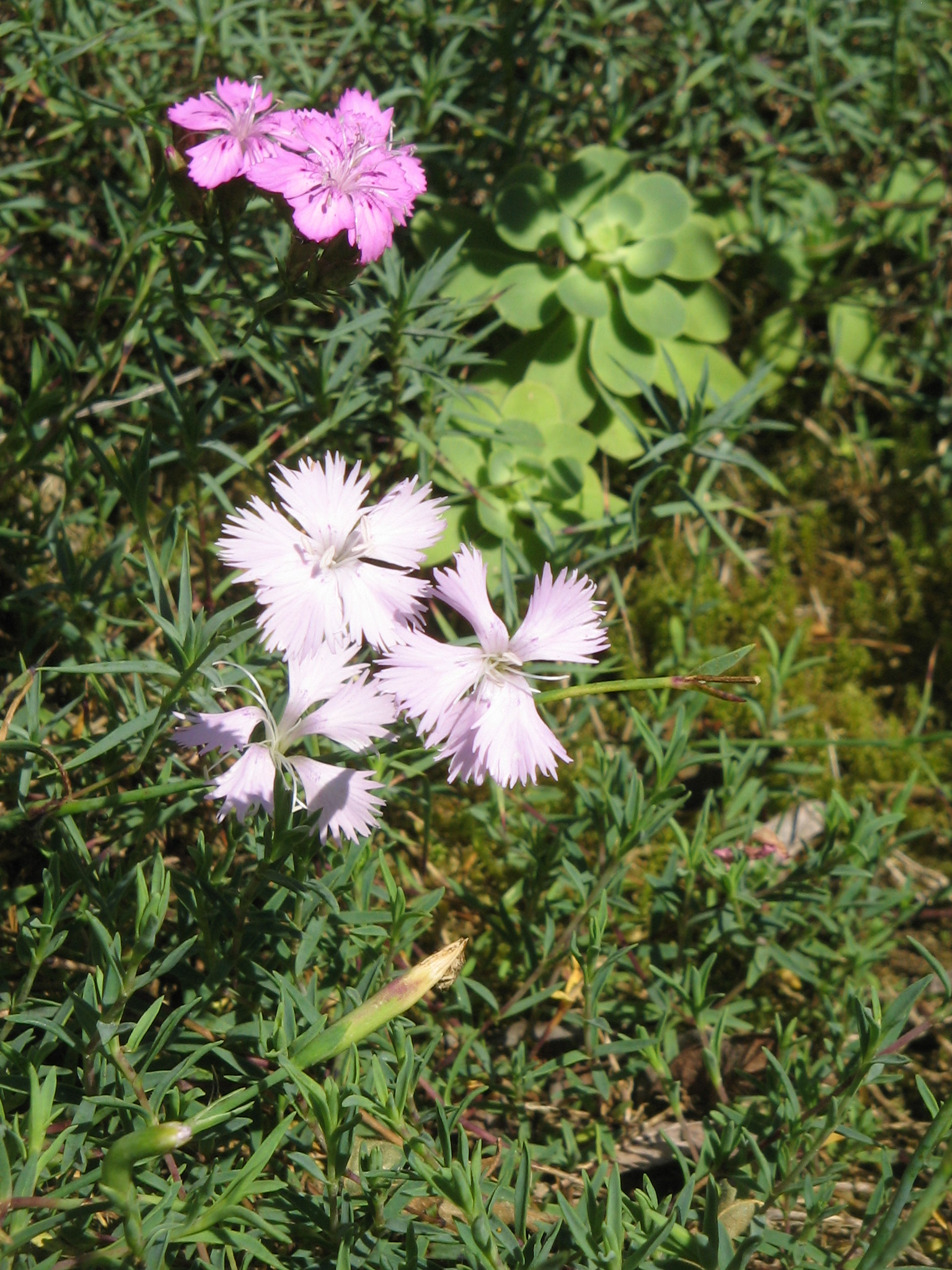
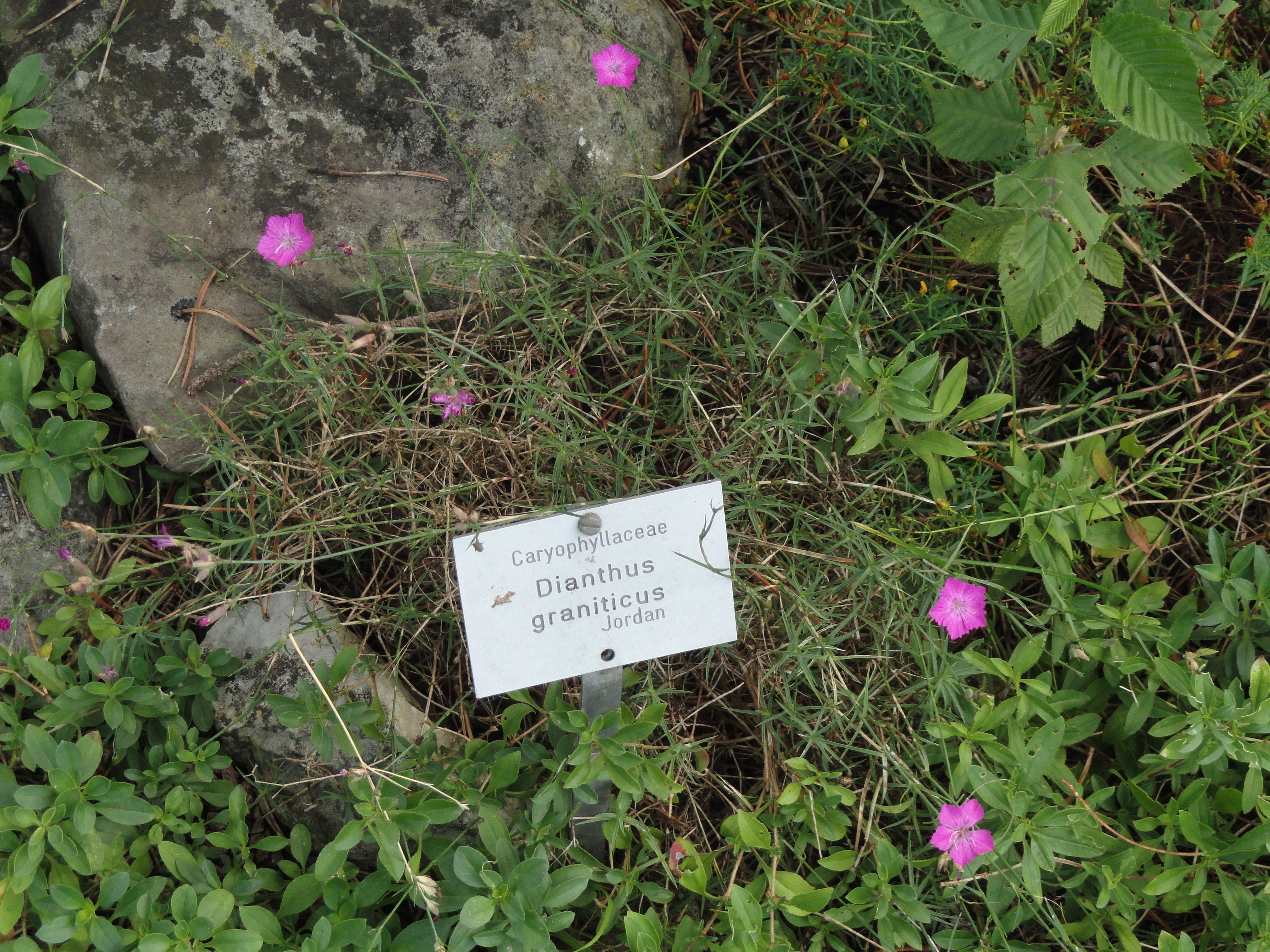
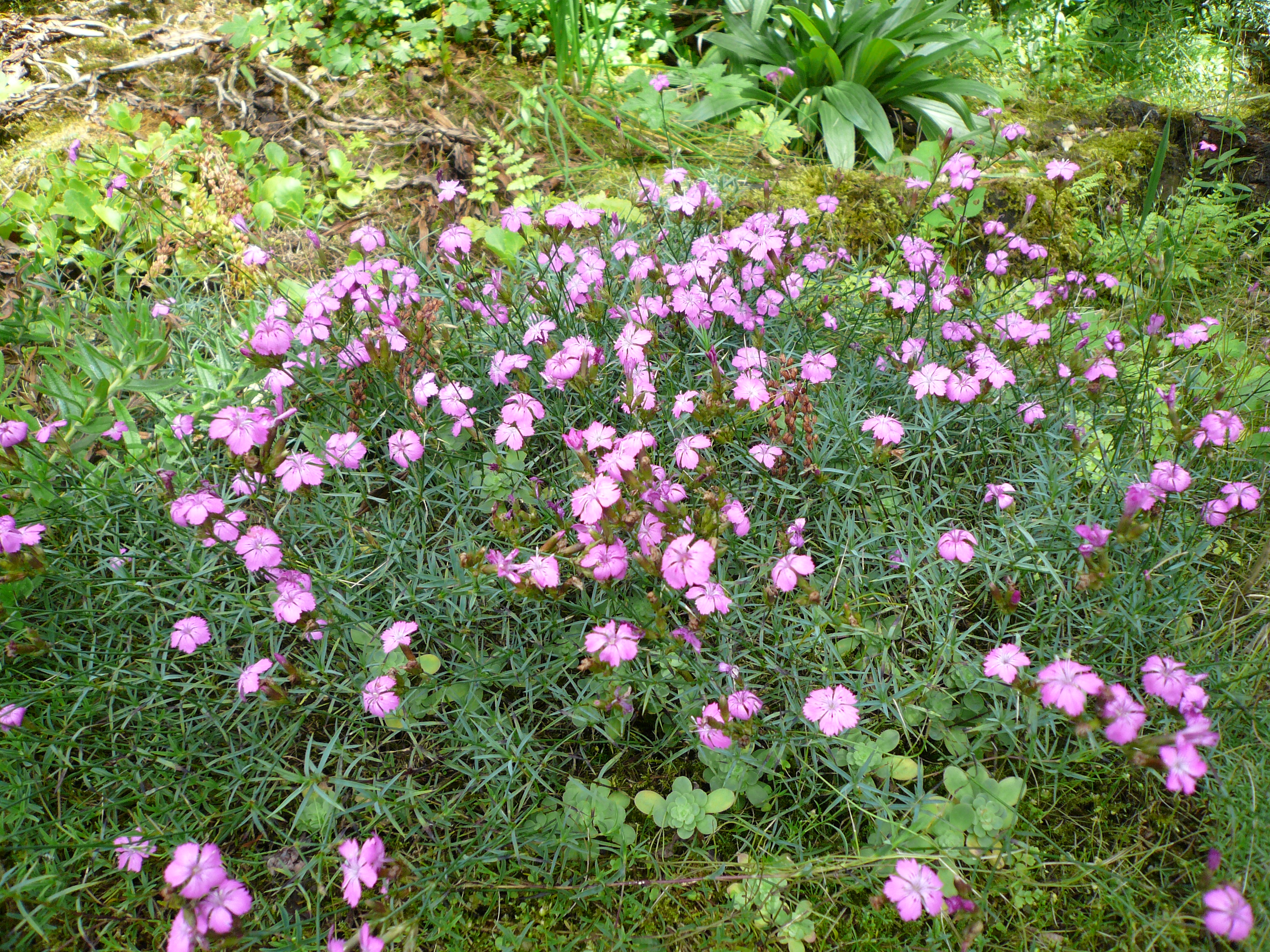
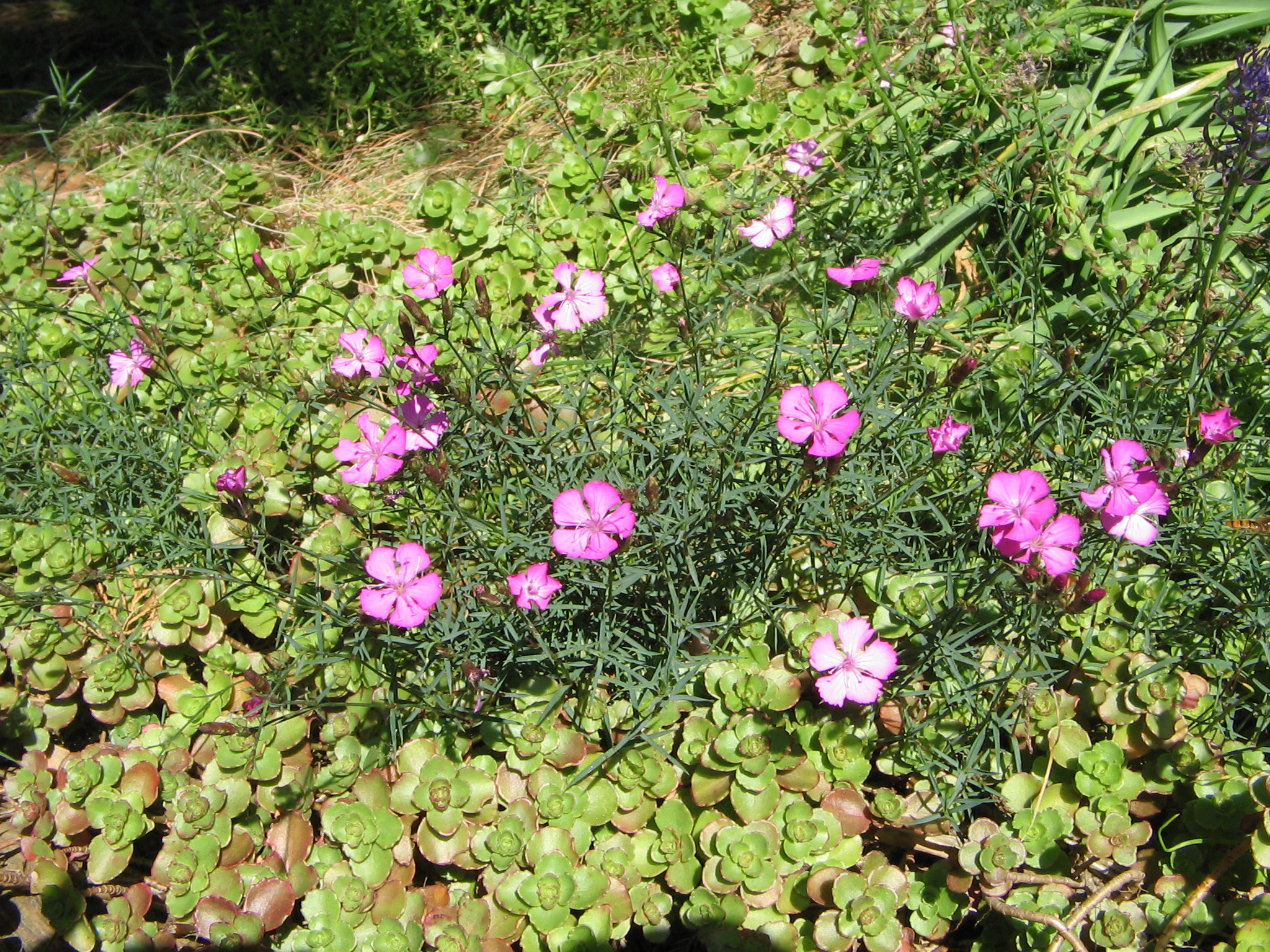
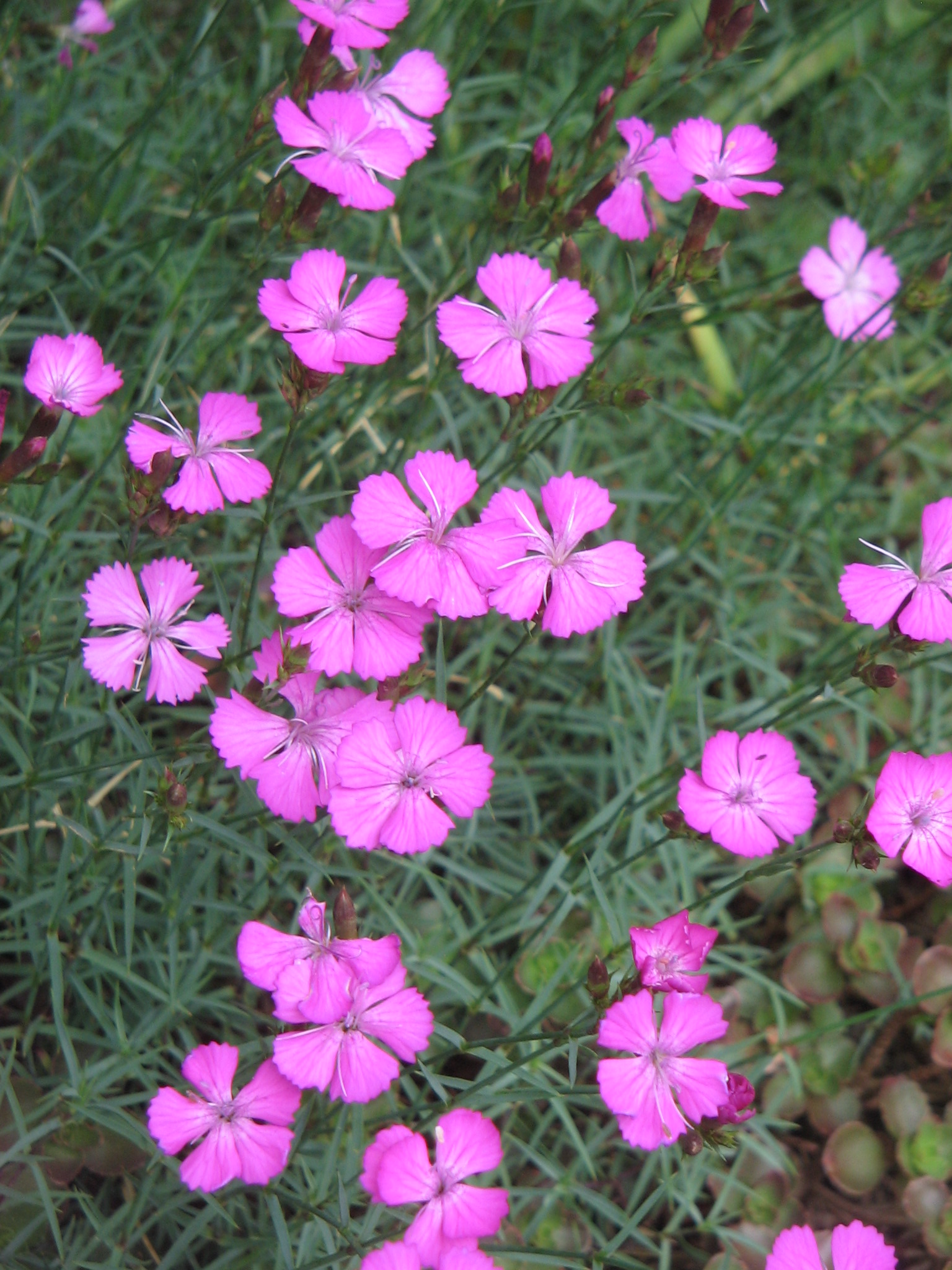
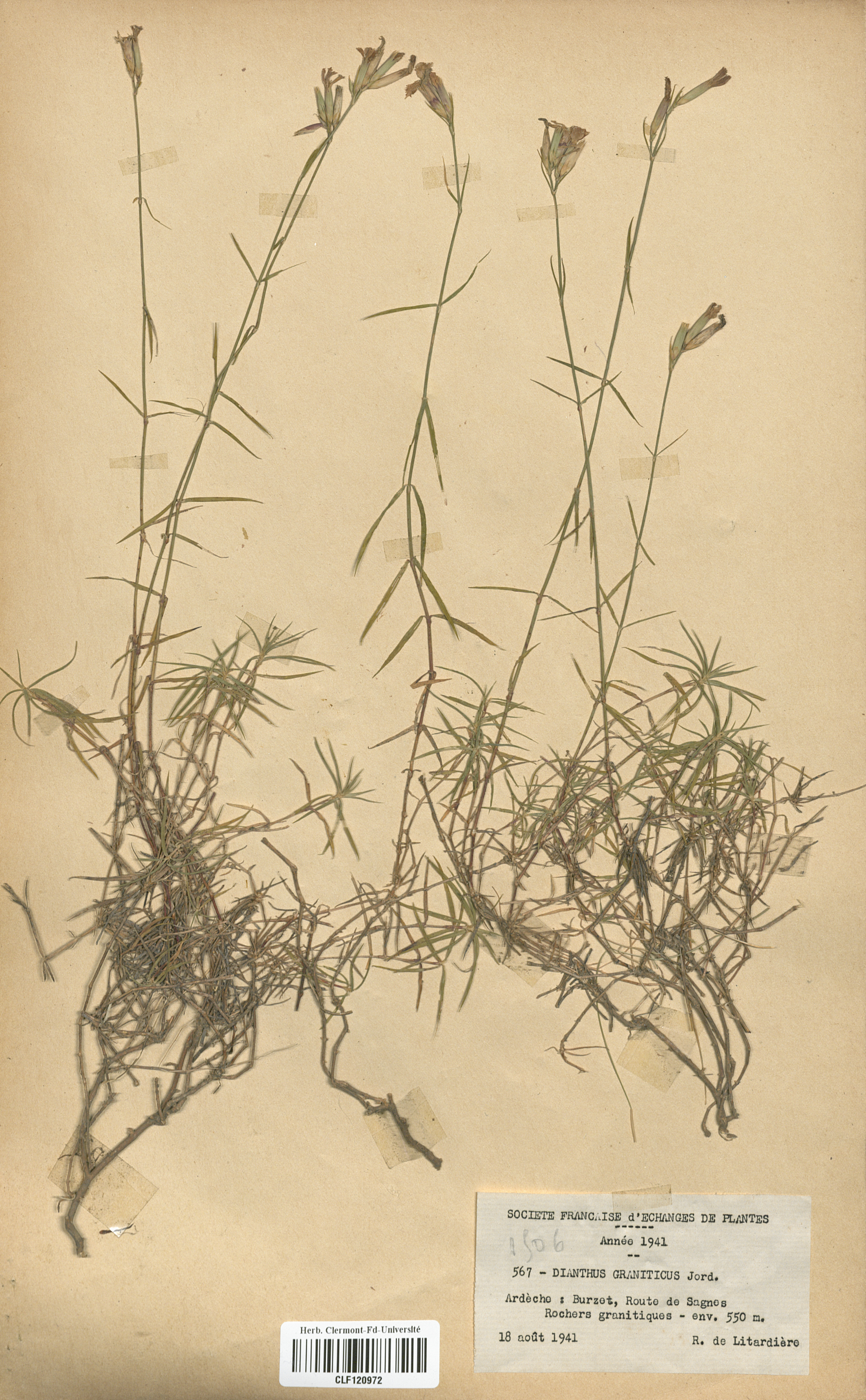